# پول کلینتون
پول کلینتون: داستان ناگفتهٔ این که دولت‌های و بیزنس‌های خارجی چگونه و چرا کمک کردند بیل و هیلاری را ثروتمند کنند کتابی است منتشر شده در سال ۲۰۱۵ نوشتهٔ پیتر شوایزر، که او در آن کمک‌های مالی داده شده به بنیاد کلینتون از سوی طرف‌های خارجی را مورد بررسی قرار می‌دهد.

## بررسی کلی
هارپر در گزیدهٔ تبلیغاتی سه پاراگرافی این کتاب، آن را تحقیقی در خصوص منشأ ثروت بیل کلینتون و هیلاری کلینتون عنوان می‌کند. این گزیده بیان می‌کند که این که گمان شود کلینتون‌ها ۱۳۰ میلیون دلار را از هزینهٔ سخنرانی‌ها دریافت کرده‌اند اشتباه است و اشاره می‌کند که پیتر شوایزر کشف کرده «چه کسی واقعاً پشت این پرداخت‌های عظیم قرار دارد.» هارپر کتاب را یک «افشاگری ویرانگر» می‌خواند که «معاملات دردسرآور کلینتون در قزاقستان، کلمبیا، هائیتی و دیگر جاها را در حاشیهٔ «غرب وحشی» اقتصاد جهانی فاش می‌کند.»